# کشورهای فارسی‌زبان
کشورهای فارسی‌زبان یا کشورهای پارسی‌زبان کشورهایی هستند که در آن‌ها زبان فارسی، زبان رسمی تلقی می‌شود یا در کنار زبانی دیگر، یکی از زبان‌های رسمی است.
در حال حاضر، زبان فارسی در کشورهای ایران، افغانستان و تاجیکستان زبان رسمی محسوب می‌شود. نام رسمی این زبان در این ۳ کشور به‌ترتیب فارسی، دَری و تاجیکی است. افزون بر این، فارسی در ازبکستان زبان اقلیت بزرگی از کشور است. فارسی دارای بیش از ۷۰ میلیون گویشور بومی در سراسر جهان است که این تعداد با در نظر گرفتن گویشوران زبان دوم در کل به ۱۳۰ میلیون نفر می‌رسد. این زبان در ۲۹ کشور در سراسر جهان گفتگو می‌شود و از این نظر در رتبه ششم جهان قرار دارد.

## ایران

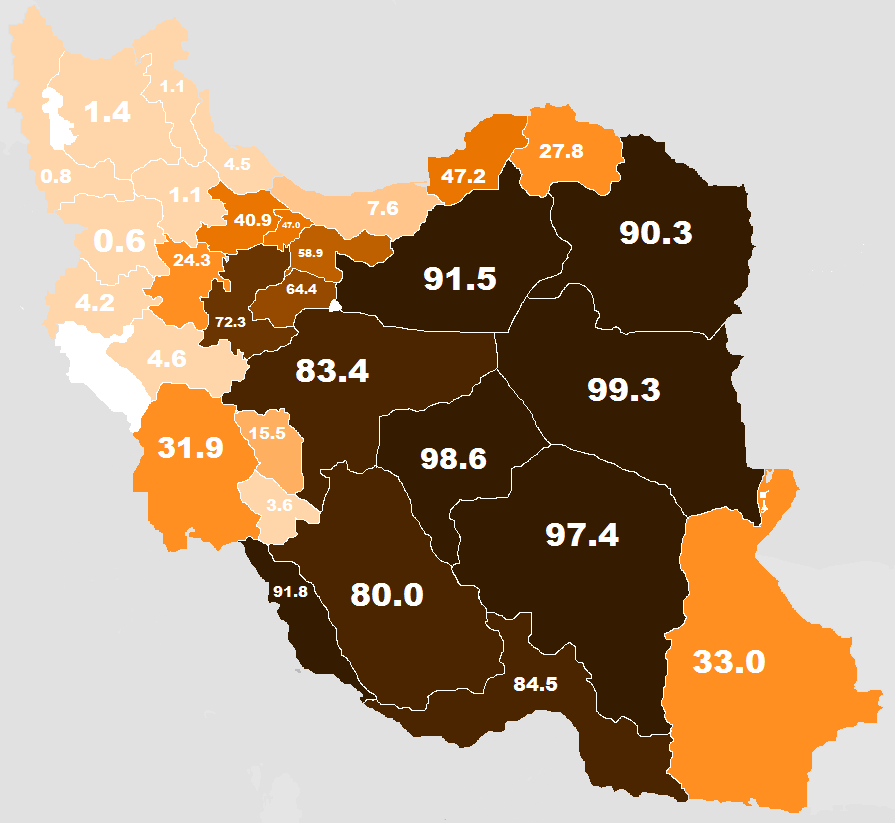
پراکنش مردم فارسی‌زبان در استان‌های ایران در سال ۱۳۹۱

ایران بزرگ‌ترین کشور فارسی‌زبان جهان است. اتنولوگ جمعیت فارسی‌زبانان ایران در سال ۲۰۱۶ را ۵۰٬۴۰۰٬۰۰۰ نفر یعنی بیش از ۶۲ درصد از جمعیت کشور می‌داند. بر پایهٔ نتایج سرشماری سال ۱۳۷۵ مرکز آمار ایران دربارهٔ ترکیب و چیدمان قومی و تباری مردم ایران، جمعیت و آمار فارسی‌زبان‌ها نزدیک ۷۳ تا ۷۵ درصد جمعیت ایران است. این آمار نشان می‌دهد که ۸۲ تا ۸۳ درصد مردم به «فارسی» سخن می‌گویند و ۸۶ درصد از آن‌ها تنها فارسی را می‌دانند.
طی پژوهشی که به سفارش شورای فرهنگ عمومی در سال ۱۳۹۱ انجام شد، فارسی‌زبانان بیشینه جمعیت را در ۱۳ استان تهران، البرز، اصفهان، یزد، سمنان، قم، بوشهر، فارس، مرکزی، خراسان رضوی، کرمان، هرمزگان و خراسان جنوبی می‌سازند و در ۷ استان خوزستان، قزوین، چهارمحال و بختیاری، همدان، گلستان، خراسان شمالی و سیستان و بلوچستان نیز اقلیت قابل توجهی به‌شمار می‌روند.
تهران بزرگ‌ترین شهر فارسی‌زبان جهان است و ۹۸ درصد تهرانی‌ها به زبان فارسی تسلط دارند. از ۱۰ شهر بزرگ و پرجمعیت فارسی‌زبان جهان، ۸ شهر تهران، مشهد، اصفهان، کرج، شیراز، قم، اهواز و همدان در ایران قرار دارند و تنها شهرهای کابل و دوشنبه در خارج از این کشور واقع شده‌اند.

## افغانستان

ولسوالی‌های با جمعیت بیشینه فارسی‌زبان در افغانستان

فارسی رایج‌ترین زبان در افغانستان و زبان مادری بیش از ۱۶ میلیون نفر (۴۸–۵۲٪) از مردم این کشور است. به دلیل اینکه فارسی زبان میانجی افغانستان نیز به‌شمار می‌رود، در کل بیش از ۲۰ میلیون نفر یا ۸۰٪ از باشندگان این کشور بدان تسلط دارند. تاجیک‌ها، هزاره‌ها و ایماق‌ها گویشوران بومی فارسی در افغانستان هستند.
بیشتر فارسی‌زبانان افغانستان در نیمه شمالی کشور زندگی می‌کنند. فارسی‌زبان بیشینه مردم ولایت‌های بدخشان، تخار، کاپیسا، بلخ، جوزجان، پروان، کابل، بغلان، پنجشیر، کندز، سمنگان، بامیان، سرپل، دایکندی، غزنی، بادغیس، غور، فراه و هرات به‌شمار می‌رود. اقلیت‌های بزرگ فارسی‌زبان نیز در ولایت‌های لغمان، ننگرهار، پکتیا، پکتیکا، اروزگان، جوزجان، قندهار، فاریاب، زابل، کنر، نیمروز، هلمند، لوگر و میدان وردک این کشور یافت می‌شوند.
فارسی در کنار پشتو یکی از دو زبان رسمی افغانستان است. در سال ۱۳۴۳ خورشیدی برای ایجاد هویت ملی مستقل از ایرانیان، نام زبان «فارسی» در قانون اساسی افغانستان به «دری» تغییر یافت. با این وجود بیشتر فارسی‌زبانان این کشور هنوز هم نام زبان خویش را فارسی خوانده و به‌کارگیری نام دری را حاصل تلاش پشتون‌ها برای دور کردن آن‌ها از جهان فارسی‌زبان می‌دانند.

## تاجیکستان
تاجیکستان
فارسی‌زبان ملی و رسمی تاجیکستان است که به الفبای سیریلیک تاجیکی نوشته می‌شود. فارسی‌زبان مادری نزدیک به ۷٫۵ میلیون نفر یا ۸۴٫۳٪ از شهروندان این کشور است. شهرهای بزرگ تاجیکستان شامل دوشنبه (پایتخت)، خجند، کولاب، پنجکنت، باختر، خاروغ و استروشن همگی فارسی‌زبانند.
فارسی در تاجیکستان تا دههٔ ۱۹۲۰ میلادی همانند سایر کشورهای فارسی‌زبان به الفبای فارسی نوشته می‌شد. پس از رخداد انقلاب اکتبر در تاجیکستان گونه‌ای از الفبای لاتین برای نوشتن فارسی معرفی شد که در آوریل ۱۹۲۸، رسماً جای خط فارسی را گرفت. الفبای سیریلیک تاجیکی نیز در اواخر دههٔ ۱۹۳۰ میلادی در جمهوری شوروی سوسیالیستی تاجیکستان رواج یافت و جایگزین الفبای پیشین لاتین شد. پس از سال ۱۹۳۹ میلادی، انتشار آثار به خط فارسی ممنوع اعلام شد.
در سال ۱۹۸۹ میلادی، با رشد ملی‌گرایی در میان تاجیک‌ها، قانونی تصویب شد که طبق آن «فارسی تاجیکی» به‌عنوان زبان رسمی تاجیکستان اعلام شد. قانون یادشده افزون بر این، تاجیکی را برابر با فارسی در نظر گرفت و خواستار بازگشت دوباره به الفبای فارسی شد. در سال ۱۹۹۹ میلادی، واژهٔ «فارسی» از عنوان رسمی زبان کشور تاجیکستان حذف شد و زبان رسمی این کشور «تاجیکی» نام گرفت.

## ازبکستان
بر پایه آمار رسمی ازبکستان تاجیک‌ها ۵٪ از جمعیت کل این کشور را شامل می‌شوند. اما آمارهای غیررسمی شمار تاجیکان این کشور را میان ۱۰ تا ۱۲ میلیون نفر یا ۳۰ تا ۴۰ درصد از جمعیت کل کشور برآورد می‌کند. فارسی‌زبانان در ازبکستان بیشتر در دو شهر سمرقند و بخارا و ولایت سرخان‌دریا سکونت دارند؛ هرچند در دیگر مناطق ولایت‌های سمرقند و بخارا و همچنین ولایت‌های قشقه‌دریا، نمنگان، فرغانه و سیردریا نیز به‌طور پراکنده یافت می‌شوند. ریچارد فولتس در برآوردی در سال ۱۹۹۶ زبان ۷۰٪ از اهالی سمرقند و ۹۰٪ از اهالی بخارا را فارسی اعلام کرده‌است.
افزون بر سمرقند و بخارا، گروه‌های بزرگ فارسی‌زبان در کاسانسای، چوست، رشتان و ساخ در دره فرغانه، همچنین بورچ‌ملا، آهنگران و باغستان در ولایت تاشکند و افزون بر آن شهرسبز، ترمذ، نخشب، نوایی، کتاب و دره‌های رودهای کافرنهان و چغان‌رود می‌زیند.

## جوامع مهاجر

نقشه پراکندگی فارسی‌زبانان راهنما

فارسی به واسطه افزایش مهاجرت‌ها در قرن اخیر به کشورهای دیگر نیز راه یافته‌است. بزرگ‌ترین جوامع غیربومی فارسی‌زبان در آمریکا (۲ میلیون)، روسیه (۱ میلیون؛ عمدتاً تاجیک)، ترکیه (۸۰۰ هزار)، امارات (۸۰۰ هزار)، عراق (۵۰۰ هزار)، قطر (۲۸۰ هزار)، کانادا (۲۵۰ هزار)، عربستان (۲۴۰ هزار)، آلمان (۱۲۵ هزار)، و استرالیا (۱۱۰ هزار) ساکن هستند.

## یادداشت
1. ↑  در حالی که آمار رسمی دولت ازبکستان، کل جمعیت تاجیک‌ها در این کشور را، در حدود ۵٪، تخمین می‌زند برآورد کارشناسان نشان می‌دهد که تاجیک‌ها ممکن است تا ۲۵٪ -۳۰٪ از کل جمعیت کشور را تشکیل دهند.[۱][۲]
2. ↑  برای مطالعه بیشتر صفحه ازبک‌سازی مطالعه شود.